# Eine Kleine Nachtmusik (album)
Eine Kleine Nachtmusik è il primo e finora unico live (ufficiale) pubblicato dal gruppo speed metal inglese Venom, nel 1986.

## Tracce
1. Intro / Too Loud For The Crowd – 4:21
2. Seven Gates Of Hell – 4:40
3. Leave Me In Hell – 3:10
4. Nightmare – 3:40
5. Countess Bathory – 3:37
6. Die Hard – 2:50
7. Schitzo – 3:24
8. Guitar Solo: Mantas – 3:12
9. In Nomine Satanas – 3:25
10. Witching Hour – 4:16
11. Black Metal – 3:31
12. The Chanting Of The Priests – 4:54
13. Satanachist – 1:58
14. Flytrap – 3:37
15. Warhead – 4:16
16. Buried Alive / Love Amongst The Dead – 5:36
17. Bass Solo: Cronos – 3:46
18. Welcome To Hell / Bloodlust – 7:08

## Formazione
- Conrad "Cronos" Lant - basso, voce
- Jeffrey "Mantas" Dunn - chitarra
- Tony "Abaddon" Bray - batteria